# 細野裕一朗
細野 裕一朗（ほその ゆういちろう、1993年12月3日 - ）は、ジャパンラグビーリーグワンレッドハリケーンズ大阪に所属するラグビー選手。

## プロフィール
- 京都府出身[1]。
- ポジションはプロップ(PR)。
- 身長 181 cm、体重 108 kg
- 関西学生代表に選ばれたことがある[2]。

## 略歴
中学1年生からラグビーを始めた。
京都学園高校卒業後、京都産業大学を経て、2017年、コカ・コーラレッドスパークスに加入。同年8月20日に行われたジャパンラグビートップリーグ第1節の宗像サニックスブルース戦に途中出場で公式戦初出場を果たす。
2021年、NTTドコモレッドハリケーンズ(現・レッドハリケーンズ大阪)に加入。